# Sofi Marinova
Sofi Marinova (en búlgaro: Софи Маринова; 5 de diciembre de 1975), conocida como Sofía) es una cantante búlgara de chalga y pop-folk. Marinova es de etnia gitana y desde sus inicios como cantante, ha desarrollado una exitosa carrera hasta la actualidad. Reconocida principalmente por temas como "Zaraza", "Zlato Moe" , "Kato dete" y otros. En 2012, la cantante fue seleccionada para representar a Bulgaria en el Festival de la canción de Eurovisión 2012 en Bakú, Azerbaiyán.

## Biografía
Sofi Marinova nació el 5 de diciembre de 1975 en Sofía, aunque su familia vivía en la ciudad vecina de Etropole en aquel momento. Desde los 17 años Marinova ya estaba dedicada a la música, ya que formaba parte de "Super Express", una orquesta folclórica de su ciudad natal con la cual la cantante llega a publicar cuatro discos. Durante ese tiempo, las mayores influencias musicales de Sofi, eran cantantes como la serbia Dragana Mirkovic, Michael Jackson y Whitney Houston, y se presentó junto con su orquesta a un conocido festival de música gitana en el pueblo de Osikovica, donde conoce a Petâr Antonov un productor de Turbo-folk muy conocido en Bulgaria. Desde entonces, Sofi, abandona su orquesta y comienza su carrera en solitario como cantante.

## Carrera profesional
En 1997, Sofi Marinova, firmó un contrato con Ara Music, una de las más grandes y prestigiosas discográficas búlgaras (solo superada por Payner Music), con la cual, la cantante grabó gran parte de sus discos, cosechando éxito tras éxito durante siete años hasta que a mediados del año 2004, rompió con aquella discográfica. Uno de los éxitos más destacados de aquella etapa, fue la canción; "Edin život ne stiga" (No hay más que una vida), a dúo con Azis, canción que se incluiría en su disco del 2002.
A partir del año 2004, la cantante comienza a colaborar con grandes nombres de la música búlgara como el cantante y presentador Slavi Trifonov y es contratada por Sunny Music, otro sello discográfico en auge con la cual la cantante grabaría sus últimos álbumes.
Marinova ha ganado gran popularidad por de la referente de la música chalga, el pop-folk y la etnia gitana de los últimos 20 años de Bulgaria y el mundo, llegando a los primeros puestos en ventas y más de 10 álbumes editados, más de 30 sencillos así como infinidad de premios.
Cabe destacat temas como Lubovmi Dumi, Kato Dete, Mili, Mili, Iskam da Obicham o Zsalto Moe todos éxitos en Bulgaria y limítrofes que han catapultado la carrera de Marinova y la mantienen en vigencia hasta el día de hoy. Este último Zslato Moe lanzado en 2021 cuenta con más de 4 000 000 de reproducciones en la plataforma YouTube.
Otros grandes éxitos los ha realizado junto a artistas como Ustata con el cual editó más de 10 sencillos y destacan  Buryata v sarceto mi o Slǎnceto shte izgori, este último lanzado en julio de 2021 contabiliza algo más de millón y medio de visitas en la plataforma YouTube

## Eurovisión 2012

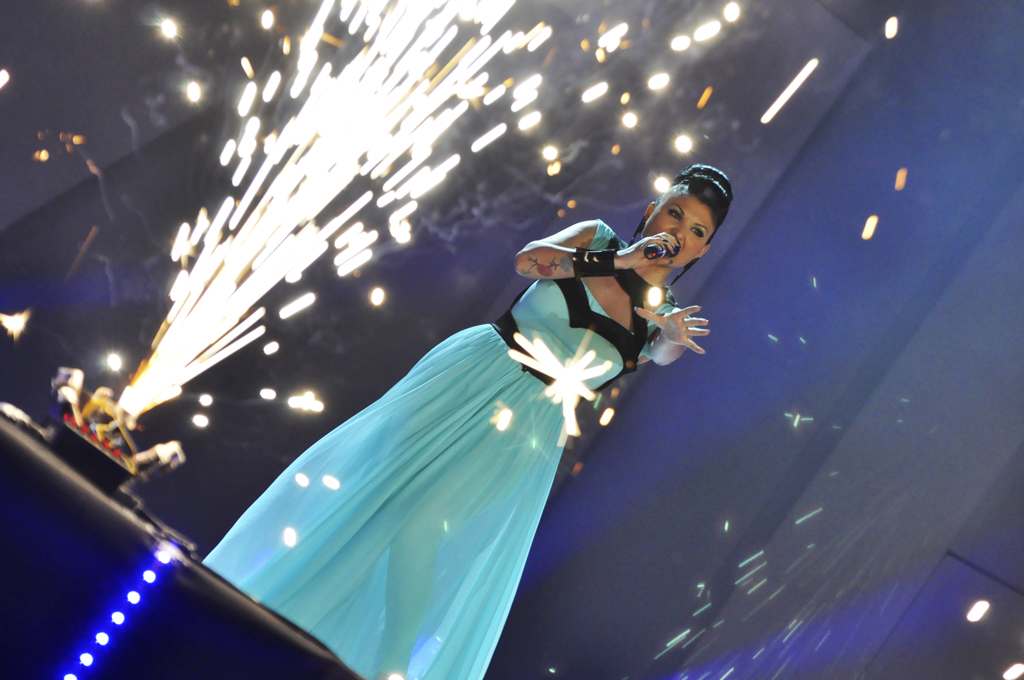
Sofi Marinova en la final nacional de Eurovisión de Bulgaria.

A partir del 2005, año en el que Bulgaria debutaría en el Festival de Eurovisión, la cantante comienza a interesarse en la idea de representar a su país, y presenta a la final nacional, emitida por la televisión pública, la BNT, un tema cantado a dúo con la superestrella Slavi Trifonov titulado "Ednistveni" (Los únicos), que obtuvo el segundo puesto en la preselección, solo superado por el grupo Kaffe, cuya polémica victoria fue noticia incluso fuera de las fronteras de Bulgaria ya que Sofi Marinova y Slavi Trifonov demandaron a la BNT por fraude. Dicha canción fue publicada en los álbumes "Tri četiri y orkestăra da sviri", de Slavi Trifonov, y en "5 oktavi ljubov", álbum de Sofi Marinova publicado en el 2004.
En el 2006, la cantante, vuelve a presentarse también junto con Slavi Trifonov a la final nacional, esta vez, con una canción titulada "Ljubovta e otrova" (El amor es un veneno), que obtuvo una tercera posición, esta vez mediante un proceso de votación más transparente que en el año anterior y por lo tanto sin polémica alguna.
De nuevo en el 2007, Sofi, se vuelve a embarcar en la aventura eurovisiva, esta vez junto con el rapero Ustata, presentando la canción "Ja tvoja", versión en ruso de su éxito "Djavole moj" a una final nacional cuyo formato, fue drásticamente modificado, ya que tuvieron que pasar una ronda de clasificación para la final. Finalmente, de nuevo, la cantante se tuvo que conformar con el segundo puesto, siendo superados por Stoyan Yankulov y Elitsa Todorova.
En 2012 consigue ganar la preselección búlgara con el tema "Love unlimited", con lo que representó a Bulgaria en el Festival de la Canción de Eurovisión 2012 en Bakú, Azerbaiyán. Finalmente, no pudo pasar a la Gran Final en el certamen.
Todas las canciones que Sofi Marinova presentó a las finales nacionales para Eurovisión, se convirtieron en éxitos absolutos en las listas de ventas de Bulgaria.

##### Temas presentados a las finales nacionales
- "Ednistveni" (Junto con Slavi Trifonov), 2005
- "Ljubovta e Otrova" (Junto con Slavi Trifonov), 2006
- "Ja Tvoja" (Junto con Ustata), 2007
- "Love unlimited", 2012

## Discografía
| Año  | Álbum               |
| ---- | ------------------- |
| 1997 | Ednistven moj       |
| 1999 | Mojat sân           |
| 2000 | Studen plamâk       |
| 2001 | Nežna e nošta       |
| 2002 | Osâdena ljubov      |
| 2004 | 5 Oktavi ljubov     |
| 2005 | Običam              |
| 2006 | Ostani              |
| 2008 | Vreme Spri          |
| 2009 | VIPât               |
| 2012 | Love Unlimited (EP) |
| 2013 | Sofi Marinova 2013  |

### Sencillos
- 1997: Edinstven moi
- 1997: Placheshto sarce
- 1998: Bez teb
- 1998:  AZ I VYATARA
- 1998: No me Tarsi
- 1999: Moyat Syn
- 2003: Edin jivot ne stiga (Ft. Azis)
- 2004: Lubov moya
- 2005: Ah lele
- 2005: Stiga nomera
- 2006: Ostani
- 2006: Techno Ti (Ft. Ustata)
- 2006: S obich, pozlaten (Ft. Ork Luki Bend)
- 2006: Buryata v sarceto mi (Ft. Ustata)
- 2007: Ya tvoya (Ft. Ustata)
- 2007: Diva Lubov (Ft. Ustata)
- 2008: Chujdi ustni (Ft. Ustata)
- 2008: Studen Viatar (Ft. Tsvetelin Kanchev)
- 2008: Onzi fatalen den
- 2009: Novo Novo
- 2009: Boleduvam
- 2010: Zaraza
- 2010: Lubov li be (Ft. Ustata)
- 2010: Amalipe
- 2011: Strunata na lyubovta

- 2012: Love Unlimited
- 2012: Ederlezi, Chaiorie Shukarie (Ft. Lorenzo)
- 2012: Reji go na dve (Ft. Ustata)
- 2012: Otneseni ot vihara (Ft. Ustata)
- 2012: Iskam da obicham
- 2014: Kato Dete
- 2015: Cheren etiket (Ft. 2 Step)
- 2015: Golyamata Lubov
- 2015: Lyubob (Ft. Tino Storaro)
- 2015:  Po tebe poludyah
- 2016: Day Mi (Ft. Ismail)
- 2016: Gush, Gush
- 2017: Promyana v plana
- 2017: 300 kapriza (Ft. Erik)
- 2018: Nyama pravo na lyubov
- 2018: Tu Sinyan Mo Zlato (Ft. Erik & Naido)
- 2018: Mili, mili
- 2018: Sekunda Vreme (Ft. Artur Nadosyan)
- 2020: Edin Zhivot  (Ft. Roksana)
- 2020: Kifla fafla (Ft. Mama Maria)
- 2020: Problem (Ft Konstantin)
- 2021: Maskite Svalete (Ft. Lorenzo)
- 2021: Zlato Moe
- 2021: Slǎnceto shte izgori (Ft. Ustata)
- 2021: Ako Mojeshe (Ft. Silver)

#### Recopilatorios
- Greatest Hits Volume 1 (2004)[27]
- Greatest Hits Volume 2 (2004)[28]
- The Definitive Collection (2006)[29]
- MP3 71 Golden Hits (2007)[30]
- MP3 Best Collection (2010)[31]

##### Con Super Express
- 1995: Mečta
- 1996: Bez konkurencija
- 1997: Stari rani
- 1999: Pesni ot sărce